# Sakaida Kakiemon XIV
Sakaida Kakiemon XIV (en japonés: １４代酒井田柿右衛門), o Sakaida Masashi (Arita, 26 de agosto de 1934 - Arita, 15 de junio de 2013) fue un alfarero, ceramista japonés y Tesoro Nacional Viviente de Japón.

## Biografía
Nacido en la ciudad de Arita, distrito de Nishimatsuura, prefectura de Saga, como hijo de la decimotercera generación de la familia Kakiemon, que se remonta al comienzo del período Edo con Sakaida Kakiemon. Continuó la tradición de la cerámica esmaltada Kakiemon, sucediendo el nombre Kakiemon después de la muerte de su padre Sakaida Kakiemon XIII por cáncer en 1982, inicialmente Kakiemon XIV se especializó en porcelanas con fuertes motivos compositivos. Se formó en nihonga, o pintura de estilo japonés, antes de trabajar en la producción de porcelana con su abuelo, Kakiemon XII (1878-1963), y su padre, Kakiemon XIII (1906-1982). En 2001, fue designado Tesoro Nacional Viviente.
En 2005, el artista recibió la Orden del Sol Naciente, Rayos Dorados con Cinta en el Cuello, de manos del Emperador de Japón.
En 2010, fue entrevistado como experto para el episodio septuagésimo noveno de Una historia del mundo en cien objetos, un proyecto conjunto de la BBC Radio 4 y el Museo Británico, sobre los elefantes de Kakiemon.
Murió el 15 de junio de 2013, a la edad de 78 años debido a un cáncer de recto y un tumor hepático metastásico. Su hijo Sakaida Kakiemon XV (n. 1968) le sucedió como representante de la familia Kakiemon.